# Naruto Shippuden: Els Hereus de la Voluntat de Foc
Naruto Shippuden: Els Hereus de la Voluntat de Foc (劇場版 NARUTO 疾風伝 火の意志を継ぐ者, Gekijōban Naruto Shippūden Hi no Ishi wo Tsugumono) és la sisena pel·lícula de Naruto i la tercera de Naruto Shippūden. La pel·lícula està ambientada després de l'episodi 126. Es va estrenar l'1 d'agost de 2009 als cinemes del Japó.
Es va estrenar a la plataforma AnimeBox el 7 de juliol de 2023 amb doblatge i subtítols en català.
El lloc web del 10è aniversari de Naruto va donar a conèixer la pel·lícula i es va mostrar el tràiler d'intriga juntament amb la previsualització de l'arc d'anime "L'arribada de les tres cues". El lloc web oficial de l'anime Naruto: Shippuden va publicar-ne el vídeo promocional. Maramusa Notari tenia previst llançar un DVD el 21 d'abril de 2010. Utilitza el lema publicitari Todoke, ore-tachi no Omoi! (届け、オレたちの想い！).

## Argument
Quatre ninges amb jutsus de sang que han estat protegint les Viles del Núvol, de la Pedra, de la Boira i de la Sorra desapareixen de les seves respectives viles. El País del Foc es converteix en el sospitós principal, perquè no ha sofert cap pèrdua, i l'escalada de sospites i retrets entre les quatre nacions gairebé desemboca en la Quarta Gran Guerra Ninja. A la Vila de la Fulla, la Tsunade ordena als seus ninges prevenir en la mesura possible les hostilitats mentre tracten d’esbrinar el que ha passat. Al mateix temps, es descobreix que en Kakashi ha abandonat la vila, notícia que deixa a Naruto i els seus amics commocionats.